# Lenitrophon
Lenitrophon is een geslacht van weekdieren uit de klasse van de Gastropoda (slakken).

## Soorten
- Lenitrophon convexus (Suter, 1909)

## Nieuwe naam
- Xymene convexus (Suter, 1909)